# Teucholabis (Teucholabis) scabrosa
Teucholabis (Teucholabis) scabrosa is een tweevleugelige uit de familie steltmuggen (Limoniidae). De soort komt voor in het Neotropisch gebied.